# Mycoplasma genitalium
Mycoplasma genitalium (Tully et al., 1983) è un batterio parassita che colonizza il tessuto epiteliale ciliato urogenitale e respiratorio dei primati. Si tratta del batterio non simbionte più piccolo del mondo attualmente conosciuto, mentre considerando i casi di batteri che vivono in endosimbiosi esso è il secondo per piccolezza, dopo Carsonella rudii. Fino al 2002, quando venne scoperto il Nanoarchaeum, questo batterio veniva considerato l'organismo col genoma più corto in assoluto (escludendo i virus).
Il batterio non ha una parete cellulare di peptidoglicani e quindi non ha i tipici marcatori della superficie cellulare. La mancanza di una parete cellulare è responsabile della reazione negativa alla colorazione di Gram anche se alcuni microbiologi hanno classificato il genere Mycoplasma tra i Gram positivi per le analogie con Clostridium, Lactobacillus e Streptococcus. L'assenza della parete cellulare comporta che questo batterio abbia una minore stabilità osmotica e che non sia suscettibile agli antibiotici β-lattamici che inibiscono la sintesi della parete cellulare batterica
Il batterio venne isolato negli anni ottanta dall'uretra di pazienti con uretrite non gonococcica: esso è sessualmente trasmissibile, tuttavia non è ancora chiaro il suo ruolo nell'ambito di queste malattie genitali.
Il genoma di questa specie consiste di 521 geni disposti a cerchio, per un totale di 582.970 coppie di basi, sulle quali agisce l'enzima EcoRI, che divide il genoma in 74 frammenti. Un genoma così corto ha fatto sì che da questa specie siano partiti gli studi per cercare di capire qual è il numero minimo di coppie di basi presenti nel genoma per essere questo compatibile con la vita.
Nel 2007, un team guidato dagli studiosi Craig Venter ed Hamilton Smith (già premio Nobel) annunciò che a breve sarebbe stato fatto un tentativo di creare una forma di vita artificiale iniettando un cromosoma sintetico in M. genitalium: la nuova specie creata in laboratorio, qualora l'esperimento fosse riuscito, sarebbe stata chiamata Mycoplasma laboratorium o Mycoplasma JCVI-1.0. Nel 2008, il team ha fatto sapere di aver sintetizzato finora 582.970 coppie di basi mutuate da M. genitalium, eliminando quelle che rendono la specie patogena. Lo stadio finale della sintesi, tuttavia, venne completato in una cellula di Saccharomyces cerevisiae.

## Rilevanza clinica
Lo studio della patogenicità della Mycoplasma genitalium deve affrontare diverse difficoltà e ostacoli. Il batterio non è facilmente isolabile e la sua coltura richiede tempi lunghi, settimane o mesi. La sierologia nelle sue forme più sofisticate può avere un ruolo negli studi epidemiologici ma non è determinante per la diagnosi. Test di amplificazione degli acidi nucleici (in sigla dall'inglese NAAT) che identificano l'acido nucleico specifico del M. genitalium (DNA o RNA) nei campioni clinici sono gli unici metodi utili per la diagnosi tuttavia, al 2018, non sono disponibili in commercio test NAAT valutati e validati per motivi diagnostici.
L'infezione da M. genitalium viene associata al 10-35% delle uretrite non dovute a clamidia o gonococchi negli uomini. Nelle donne, il M. genitalium è associato a cervicite e malattia infiammatoria pelvica. La trasmissione del M. genitalium si verifica attraverso il contatto diretto della mucosa.
Azitromicina e doxiciclina sono l'attuale trattamento di prima linea.
La percentuale di infezioni nei pazienti maschi o femmine che ospitano mutazioni resistenti ai macrolidi o ai fluorochinoloni è aumentata e il trattamento delle infezioni da M. genitalium con le chemioterapie antimicrobiche correnti è sempre più difficile.